# Fast fashion

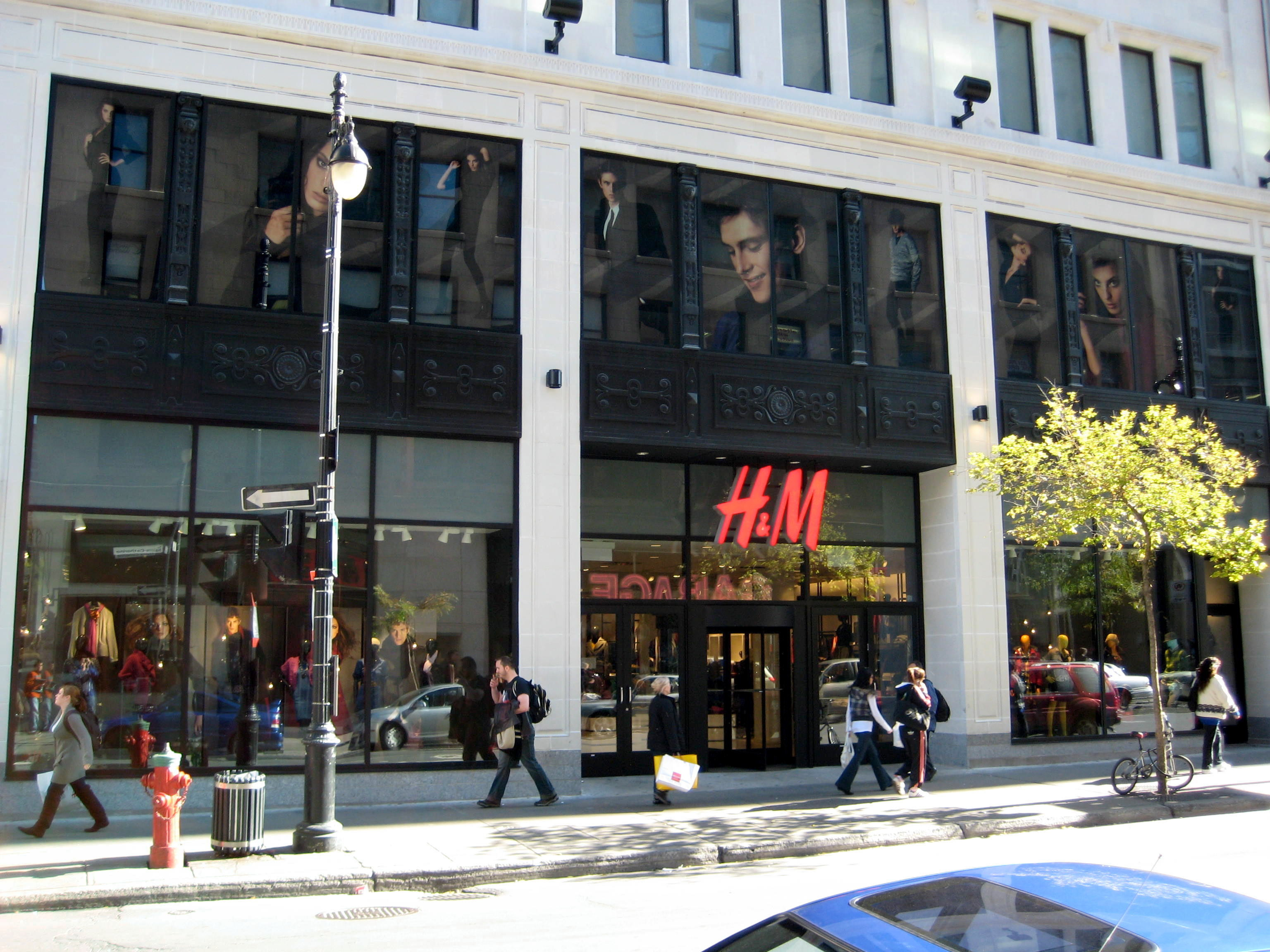
Uma filial da H&M no centro de Montreal

Fast fashion (moda rápida) significa um padrão de produção e consumo no qual os produtos são fabricados, consumidos e descartados – literalmente – rápido. Este modelo de negócios depende da eficiência em fornecimento e produção em termos de custo e tempo de comercialização dos produtos ao mercado, que são a essência para orientar e atender a demanda de consumo por novos estilos a baixo custo.
Um movimento importado de marcas da Europa, como a Zara, Benetton, H&M, Forever 21, GAP, entre outras, são exemplos de lojas que aderiram ao fast-fashion. O movimento é bastante forte na Espanha, considerada a quarta maior produtora têxtil do mundo, e contando com diversas marcas relacionadas ao mercado de fast-fashion entre as marcas mais valiosas do país - como é o caso da Zara, Bershka e Pull&Bear. No Brasil, grandes redes de varejo como C&A, Renner, Riachuelo, Marisa e Hering, aderiram à tendência. Para dar certo, o sistema requer coleções compactas, modelos novos o tempo todo e retirar das araras o que não vende e repor o que vende.
Ao mesmo tempo em que os estoques se ampliam nesse modelo, eles ficam mais restritos: nem todos os números e tamanhos estão disponíveis na coleção, nem todas as cores e estampas existem para cada um dos produtos.
Esta tendência tem gerado polêmicas, pois estimula o aumento do consumo e o trabalho escravo em países como Camboja, Bangladesh e outros países do sudeste asiático.
O consumo de fast fashion também implica questões sustentáveis. Segundo a Forbes, o setor de vestuário é responsável por 10% das emissões de carbono e permanece como segundo maior poluidor, seguido pelo petróleo. Aproximadamente 70 milhões de barris de petróleo são usados a cada ano para produzir poliéster, que hoje é a fibra mais utilizada em roupas e cuja decomposição leva em torno de 200 anos. Peças de fast fashion, que são usadas menos de 5 vezes e mantidas por aproximadamente 35 dias, produzem cerca de 400% a mais da emissão de carbono por unidade anualmente do que peças utilizadas 50 vezes e usadas por um ano inteiro.